# Kejsar Maximilians bönbok

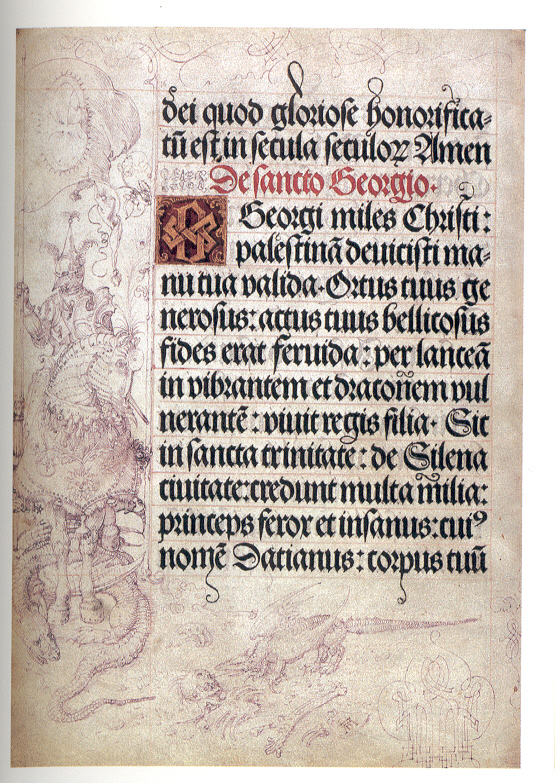
Från Kejsar Maximilians bönbok, bön till Sankt Georg, med randteckning av Albrecht Dürer.

Den tyske kejsaren Maximilian I:s bönbok har blivit berömd på grund av sin typografi och den höga konstnärliga nivån med vilken ett av exemplaren illustrerades.

## Innehåll och tryck
Bönboken innehåller en samling av psalmer, hymner, evangelier och böner på latin. Det förmodas att kejsaren själv, Maximilian I, var delaktig vid utformningen av verket. Maximilian önskade att trycket skulle likna en handskrift. Efter förlagor från det kejserliga kansliet tecknade sekreteraren Vinzenz Rockner förebilder för typsnittet som gäller för förstadium till frakturen. Den tryckta skriftbilden kompletterades med manuellt tillagda utsirningar. Den i färg utförda linjeringe, såväl som de delvis målade initialerna, förstärker intrycket av att det rör sig om en handskrift.
Bönboken trycktes 1514/1515 av den kejserlige hovtryckaren Johann Schönsperger d.ä. i Augsburg på pergament. Tio exemplar var planerade och fem finns bevarade. Ett av exemplaren försågs med randteckningar av sju av tidens ledande konstnärer, bland dem Hans Burgkmair, Hans Baldung, Lucas Cranach d.ä., Albrecht Altdorfer och Albrecht Dürer. Den del av denna bok som har teckningar gjorda av Dürer och Cranach förvaras i München och den andra delen, med teckningar gjorda av Baldung, Burgkmair och andra konstnärer, befinner sig i Besançon.

## Mottagande
Det är oklart om verket var avsett för kejsar Maximilians personliga bruk, eller om det var menat för Sankt Georgs Orden, vilken 1469 grundats för försvaret mot turkarna. Maximilian befrämjade tryckkonsten, särskilt genom uppdraget till sin Ehrenpforte. Vid sidan av bönboken lät han, till stor kostnad, trycka Weisskunig och Theuerdank, där han själv bidrog som författare. För den 1517 tryckta Theuerdank framställdes typerna på nytt efter Rockners utkast. Typsnittet Theuerdank fick fortsatt användning under 1500-talet.

## Utgåvor
- Kaiser Maximilians I. Gebetbuch. Mit Zeichnungen von Albrecht Dürer und anderen Künstlern. Faksimiledruck der Kunstanstalt Albert Berger in Wien. Herausgegeben von Karl Giehlow. Eget förlag: Wien; Bruckmann: München, 1907
- H. Sieveking (Hrsg.): Das Gebetbuch Kaiser Maximilians. Mit den Randzeichnungen von A. Dürer und L. Cranach d. Ä. Prestel, 1987